# 술폴로부스 솔파타리쿠스
술폴로부스 솔파타리쿠스는 술폴로부스속에 속하는 한 종이다.